# Putney Bridge (metrostation)
Putney Bridge is een station van de Londense metro aan de District Line.

## Geschiedenis
Het station werd geopend op 1 maart 1880 als Putney Bridge and Fulham aan de Metropolitan and District Railway, de latere District Line. Die was verlengd vanaf West Brompton en tot 1889 diende het station als eindpunt van het traject. Het traject werd in 1889 verlengd via een brug over de Theems, met aan de zuidkant van de brug het station East Putney. Vanaf 3 juni 1889 reden de treinen via drie nieuwe stations naar het nieuwe eindpunt Wimbledon. Op 1 januari 1902 veranderde de naam van het station in Putney Bridge and Hurlingham, vanwege het nabijgelegen Hurlingham Park. In 1932 kreeg het station zijn huidige naam. Ondanks dat het zijn naam ontleent aan Putney Bridge, ligt het metrostation in Fulham aan de noordkant van de Theems en bevindt het zich niet echt in Putney.

## Ligging en inrichting
Het station is gelegen in het zuiden van Fulham, vlak ten zuidoosten van het kruipunt van Fulham High Street en New Kings Road (A308). Het stationsgebouw, met een sierlijke gevel van gele baksteen, ligt aan de westkant van het spoor aan een pleintje met bushaltes. Reizigers naar het centrum gebruiken het zijperron dat langs de gevel van het station ligt, voor de andere richting is het eilandperron uit 1880 in gebruik. Aanvankelijk was het middelste spoor (2), langs de westzijde van het eilandperron, een kopspoor waar metro's keerden voor de terugweg naar het centrum. Het oostelijke spoor (3) werd gebruikt door metro's verder naar het zuiden. Spoor 2 was alleen geschikt voor materieel type C en bleef ongebruikt toen dit in 2014 uit dienst ging. In oktober 2015 werd het kopspoor opgebroken waarop het station werd verbouwd. In mei 2016 werd spoor 2 in gebruik genomen voor de doorgaande diensten naar het zuiden. Hiermee verviel ook de snelheidsbeperking die metro's naar het zuiden hadden in verband met de knik om van spoor 3 op de brug te komen. Spoor 3 is daarna buiten gebruik gesteld en met hekken afgezet. Vlak ten zuiden van het eilandperron staat een bunker uit de Tweede Wereldoorlog en verder naar het zuiden kruist de metro de Theems over de spoorbrug van Fulham parallel aan de Putney Bridge.

## Bezienswaardigheden in de buurt
Naast het Hurlingham Park en de Hurlingham Club kan Fulham Palace, het oude huis van de Londense bisschoppen, ook bezichtigd worden. Het is nu een klein museum geworden in Bishop's Park. Het stadion Craven Cottage van de voetbalclub Fulham FC ligt in de buurt en op wedstrijddagen is het vaak erg druk.

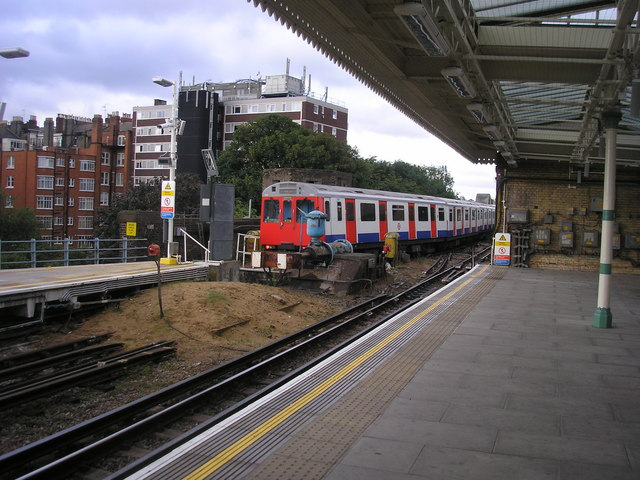
De situatie voor oktober 2015
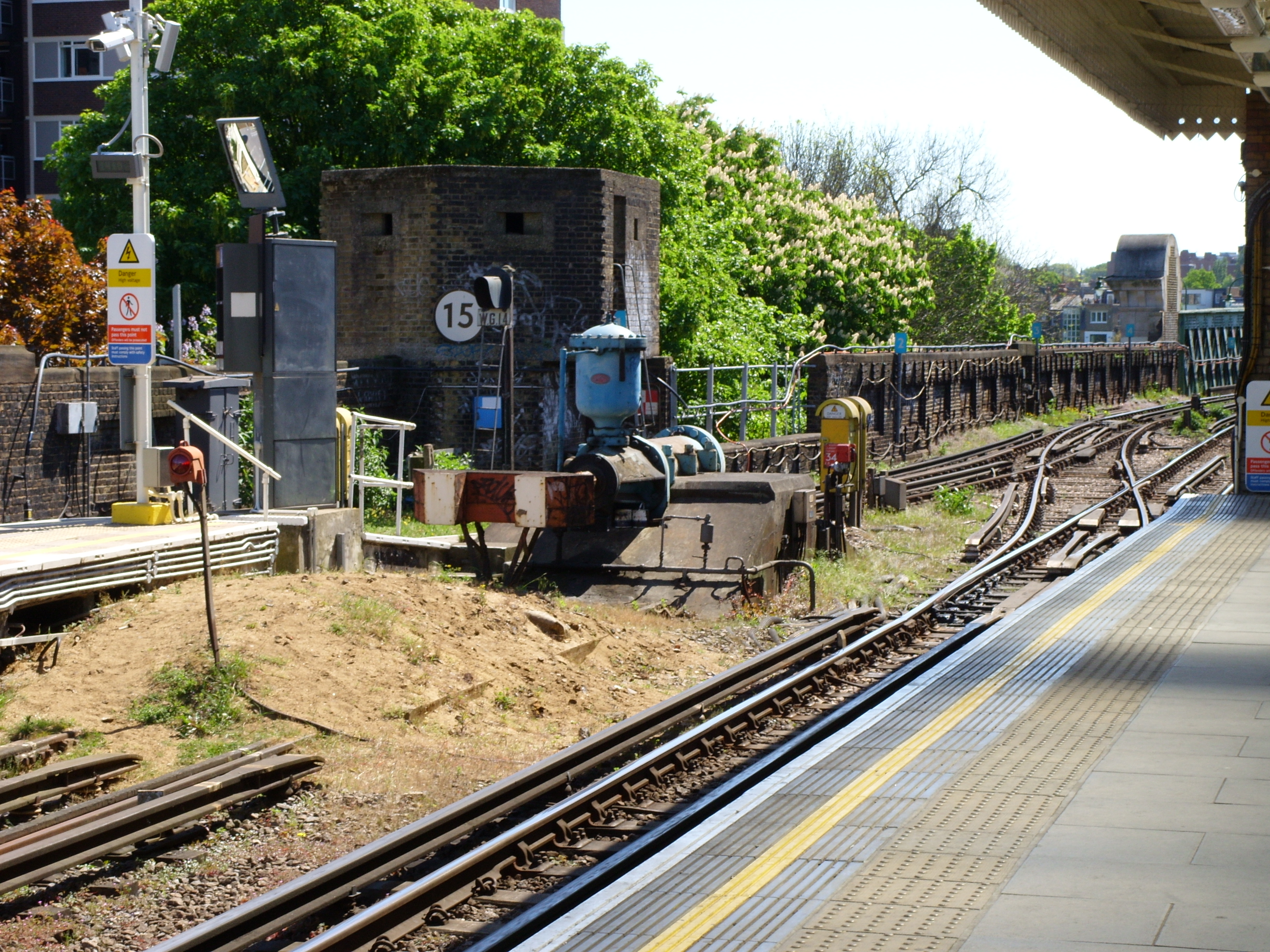
Zicht op het noordelijke stuk van de brug en een oude bunker uit de Tweede Wereldoorlog
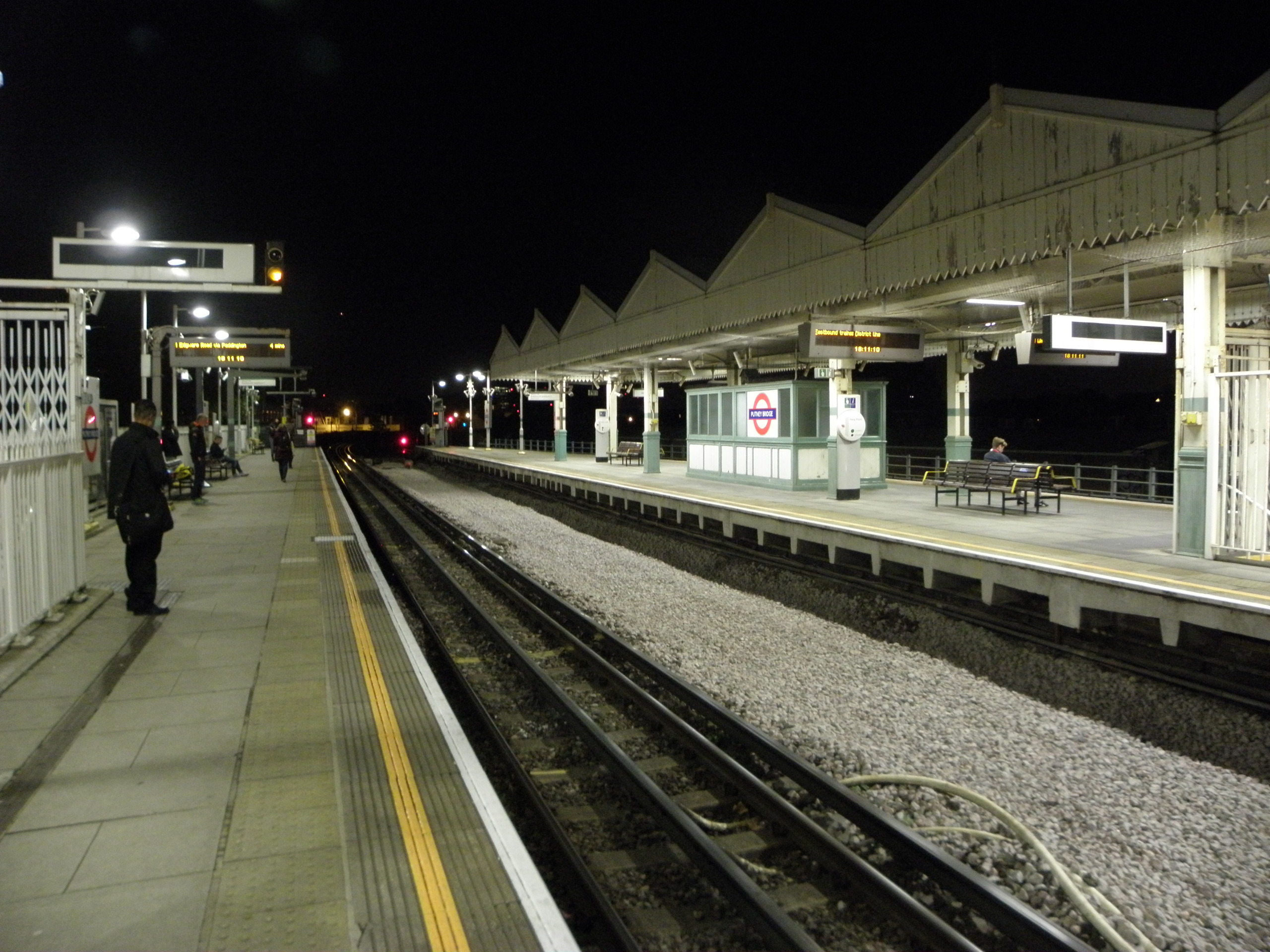
Putney Bridge bij nacht in oktober 2015